# Oleguer (Fußballspieler)
Oleguer [ulə'ge]  (* 2. Februar 1980 in Sabadell; voller Name Oleguer Presas i Renom) ist ein ehemaliger spanischer Fußballspieler. Der Verteidiger spielte den Großteil seiner Karriere beim FC Barcelona, mit dem er u. a. 2005 und 2006 spanischer Meister sowie 2006 Champions-League-Sieger wurde. Von 2008 bis 2011 spielte er für Ajax Amsterdam und beendete nach dem Gewinn der niederländischen Meisterschaft 2011 im Alter von 31 Jahren seine Karriere.

## Karriere

### Verein
Oleguers Fußballkarriere begann bei Lepanto, einem Verein aus seiner Heimatstadt Sabadell. Anschließend spielte er noch bei Sant Gabriel, ehe er 1997 zur UDA Gramenet wechselte, für die er 41 Spiele in der dritten spanischen Liga bestritt. 2001 nahm ihn der FC Barcelona unter Vertrag, in dessen B-Mannschaft er anfangs für ein Jahr zum Einsatz kam. Sein Debüt für die A-Mannschaft gab er 2002 bei einem Champions-League-Spiel gegen Galatasaray Istanbul; in der Primera División kam er am 12. Januar 2003 gegen den FC Málaga erstmals zum Einsatz. In der Saison 2004/05 war er einer der stärksten Spieler Barcelonas und trug mit zum Gewinn der spanischen Meisterschaft bei. Obwohl er meist als rechter Verteidiger auflief, spielte er in dieser Saison oft als Innenverteidiger, da Barça Verletzungssorgen hatte. In der folgenden Saison duellierte er sich mit den offensiver ausgerichteten Juliano Belletti um die Position des Rechtsverteidigers und behielt dabei die Oberhand. Er gewann in dieser Saison erneut die spanische Meisterschaft und die Champions-League, in deren Finale er zur Startformation gehörte und später gegen den Siegtorschützen Belleti ausgewechselt wurde. In der Saison 2006/07 stieg Oleguer aufgrund der Neuzugänge Gianluca Zambrotta und Lilian Thuram zum Ersatzspieler ab und bestritt nur 25 Ligaspiele, meist als Einwechselspieler. Zur Saison 2007/08 konnte er seinen Stammplatz anfangs zurückerobern, verlor ihn aber alsbald wieder und bestritt insgesamt nur 12 Ligaspiele.
Oleguer wechselte zur Saison 2008/09 für drei Millionen Euro zum niederländischen Club Ajax Amsterdam, bei dem er den abgewanderten Johnny Heitinga ersetzen sollte. In seiner ersten Saison gehörte er noch zum Stammpersonal, doch in den folgenden Spielzeiten reduzierte sich die Anzahl seiner Ligaeinsätze auf sechs beziehungsweise drei. Nach Ablauf seines Dreijahresvertrages bei Ajax beendete er seine Karriere.

### Nationalmannschaft
Oleguer spielte für die katalanische Fußballauswahl, die von FIFA und UEFA allerdings nicht offiziell als Nationalmannschaft anerkannt ist und somit an keinem internationalen Turnier teilnehmen darf. Trotz seiner Unterstützung des katalanischen Separatismus und damit verbundener Spekulationen in den Medien – er würde sich weigern, für die spanische Fußballnationalmannschaft zu spielen –, reiste Oleguer ins Vorbereitungslager des vorläufigen spanischen Kaders für die Weltmeisterschaft 2006 in Deutschland, in den er von Trainer Luis Aragonés berufen wurde. Am Ende wurde er jedoch nicht in den finalen Kader berufen.

## Erfolge
- Champions-League-Sieger: 2006
- Spanischer Meister: 2005, 2006
- Spanischer Supercup: 2005, 2006
- Niederländischer Meister: 2011

## Wissenswertes
Oleguer ist überaus aktiv in der linken Szene. Im Zuge der Zwangsräumung einer illegalen Jugendkneipe in Sabadell im September 2003 wurden elf Demonstranten verhaftet, darunter Oleguer, laut Polizeiangaben wegen Verdachts auf Körperverletzung an einem Polizisten. Wegen dieses Vergehens steht Oleguer seit Herbst 2007 vor Gericht. Im September 2008 forderte der zuständige Staatsanwalt eine Haftstrafe von zwei Jahren.
Zur Hausbesetzer-Szene soll er nach wie vor gute Kontakte haben, beschränkt sich aber derzeit auf das Schreiben von Büchern mit sozialistischem Inhalt und Auftritte auf Kundgebungen. Oleguer polarisierte im März 2006, indem er sein neuestes Buch im besetzten sozialen Zentrum Can Vies in Barcelona vorstellte, zwei Tage vor dem Klassiker gegen Real Madrid, der nach wie vor Sinnbild für den katalanischen Kampf gegen den spanischen Zentralstaat ist. Im Februar 2007 verlor er einen Sponsorenvertrag mit dem Sportschuhhersteller Kelme, nachdem er in einem Interview für einen wegen 25-fachen Mordes zu mehr als 3000 Jahren Haft verurteilten ETA-Terroristen die Freilassung wegen schlechten Gesundheitszustandes gefordert hatte. Der Terrorist befand sich in Hungerstreik und wurde im Gefängnis zwangsernährt.
Anfang 2006 machte Oleguer an der Autonomen Universität Barcelona seinen Abschluss in Volkswirtschaftslehre. Anschließend begann er ein Studium der Geschichtswissenschaft.